# O Homem Bicentenário
O Homem Bicentenário (no original: Bicentennial Man) é uma comédia dramática de ficção científica e fantasia norte-americana, de 1999, dirigida por Chris Columbus e estrelada por Robin Williams.
Realizado pela Touchstone Pictures (subsidiária da Walt Disney) e Columbia Pictures, o roteiro do filme é baseado num conto de Isaac Asimov e Robert Silverberg, do livro The Bicentennial Man and Other Stories, que mostra a trajetória de um robô em busca da liberdade.
Apesar de ter sido uma "bomba nas bilheterias", o filme indicou o maquiador Greg Cannom ao Oscar de Melhor Maquiagem no 72º Edição do Oscar. Bicentennial Man também atraiu muitos fãs de filmes cult. A música tema do filme, "Then You Look at Me", foi escrita por James Horner e Will Jennings e foi interpretada por Celine Dion.

## Sinopse
O robô da série NDR "Andrew" é introduzido em 2005 na casa da família Martin para executar tarefas de manutenção. As reações da família vão desde a aceitação e curiosidade, até a rejeição absoluta e o vandalismo deliberado por sua filha rebelde mais velha, Grace, que o trata como um mero robô e continua com seus caminhos rebeldes enquanto cresce. Isso leva Andrew a descobrir que ele pode identificar emoções e corresponder em espécie. Quando Andrew acidentalmente quebra uma figurinha pertencente a "Little Miss" Amanda, ele corta um substituto de madeira, como forma de pedir desculpa a ela. A família ficou atônita com essa criatividade e "Sir" Richard Martin leva Andrew para o fabricante, para saber se todos os robôs são como ele. O CEO da empresa, Dennis Mansky, vê esse desenvolvimento como um problema e deseja destruir Andrew. Irritado, Richard leva Andrew para casa e lhe permite prosseguir seu próprio desenvolvimento, encorajando Andrew a se educar nas humanidades.
Anos depois, Martin novamente leva Andrew para NorthAm Robotics para reparos após um acidente em que seu polegar é acidentalmente cortado. Richard garante primeiro que a personalidade de Andrew permanecerá sem adulteração. Andrew pede que seu rosto seja alterado para transmitir as emoções que ele sente, mas não pode expressar completamente, enquanto ele está sendo reparado. Doze anos depois, Andrew finalmente pede a liberdade dele, muito para o desânimo de Richard. Ele concede o pedido, mas bane Andrew para que ele possa ser "completamente" livre. Andrew constrói uma casa e vive sozinho. Em 2048, Andrew vê Richard uma última vez em seu leito de morte, onde ele pede desculpas pelo banimento dele.
Andrew continua buscando uma série de robôs da série NDR para descobrir se outros também desenvolveram a sensibilidade. Após quase vinte anos de falha, ele encontra Galatea, um robô NDR que recebeu atributos femininos e personalidade. Estes, no entanto, são simplesmente aspectos de sua programação e não algo que ela desenvolveu espontaneamente. Galatea pertence a Rupert Burns (Oliver Platt), filho do designer original de robôs NDR. Burns trabalha para criar mais robôs de aparência humana, mas não consegue atrair financiamento. Andrew concorda em financiar a pesquisa e as duas juntar forças para revolucionar a robótica. Entretanto, ele mantém contato com Amanda, que cresceu, casou-se, teve um filho, se divorciou e agora uma neta, chamada Portia. Depois de receber características humanas, Andrew volta para casa e vê Amanda, agora envelhecida, com Portia, que é a mesma que sua avó em seus anos mais novos (ambas interpretadas por Embeth Davidtz). Inicialmente, ele tem alguns problemas para se reintegrar na família desde agora, há apenas Amanda que realmente o conhece, mas ele consegue fazer amizade com Portia. Algum tempo depois, Amanda morre, deixando Andrew perceber que todos os que conhecem morrerão um dia. Aceitando esse fato, Andrew decide se tornar humano. Com a ajuda de Rupert, ele cria um novo tipo de órgãos mecânicos que podem ser usados por ele para se tornarem mais humanos e utilizados pelos humanos como órgãos prostéticos. Ele ganha um sistema nervoso e muitos outros órgãos que o fazem capaz de comer, sentir emoções e sensações, além de ter relações sexuais. Eventualmente, Andrew torna-se humano o suficiente para se apaixonar por Portia e, em última análise, ela se apaixona por ele.
Ao longo do próximo século, Andrew pede ao Congresso Mundial que o reconheça como humano, o que permitiria que ele e Portia fiquem legalmente casados, mas são rejeitados; O Presidente do Congresso explica que a sociedade pode tolerar uma máquina eterna, mas argumenta que um humano imortal criaria muito ciúme e raiva. Inicialmente, Andrew decide fazer Portia ao vivo tanto quanto possível através de suas invenções médicas, mas depois de algumas décadas ela lhe diz que ela não pode e não quer viver para sempre, então um dia ela vai recusar mais tratamento. Andrew decide fazer Burns injetar sangue no seu sistema, permitindo-lhe envelhecer, e assim ele começa a envelhecer ao lado de Portia. Andrew novamente atende o Congresso Mundial com Portia, ambos agora parecendo velhos e frágeis, e novamente petições para ser declarado um ser humano.
Em seu leito de morte com suporte de vida, Andrew e Portia observam como o Presidente do Congresso Mundial anuncia na televisão a decisão do tribunal: que Andrew é oficialmente reconhecido como humano e (além de Matusalém e outros personagens bíblicos) é o humano mais velho estar na história com a idade de duzentos anos. O orador também valida o casamento entre Portia e Andrew. Andrew morre enquanto escuta a transmissão apesar de seu apoio à vida, e Portia ordena a sua enfermeira Galatea, um agora reconhecido, o andróide humano, para desconectar seu suporte vital. O filme termina quando Portia morre de mãos dadas com Andrew depois que ela sussurra "Até logo" para ele.

## Elenco
- Robin Williams como Andrew Martin, o servo andróide da família Martin, que busca se tornar humano.
- Sam Neill como Richard "Sir" Martin, o patriarca da família Martin
- Embeth Davidtz como a "Senhorinha" Amanda Martin, quando adulta. Embeth também interpreta Portia Charney, a filha de Lloyd e neta de Amanda.
  - Hallie Kate Eisenberg como a "Pequena Senhorinha" Amanda Martin (aos 7 anos)
- Wendy Crewson como Rachel "Madame" Martin, a matriarca da família Martin.
- Oliver Platt como Rupert Burns, o filho do criador de robôs NDR, que também fabrica andróides, mas com traços mais humanos.
- Kiersten Warren como Galatea, a serva andróide do NDR de Rupert.
- Stephen Root como Dennis Mansky
- Angela Landis como Grace "Senhorinha" Martin
  - Lindze Letherman como Grace "Senhorinha" Martin (aos 9 anos).
- Bradley Whitford como Lloyd Charney
  - Igor Hiller como Lloyd Charney (aos 10 anos)
- John Michael Higgins como Bill Feingold
- George D. Wallace como O Primeiro Presidente do Congresso Mundial
- Lynne Thigpen como Marjorie Bota, a Segunda Presidente do Congresso Mundial

## Indicações
- O filme recebeu indicação ao Oscar na categoria de melhor maquiagem . Robin Williams também foi indicado ao Nickelodeon Kids' Choice Awards como Ator de filme favorito.